# Đại học Bang Florida
Đại học Bang Florida (FSU hoặc Florida State) là một đại học công lập nghiên cứu tại Tallahassee, Florida, Hoa Kỳ. Đây là thành viên kỳ cựu của Hệ thống Đại học Bang Florida (State University System of Florida) và là một trường đại học nổi bật trong bang. Được thành lập theo hiến chương vào năm 1851, trường nằm trên địa điểm liên tục lâu đời nhất của giáo dục đại học tại Florida.
Đại học Bang Florida duy trì 17 trường thành viên, cùng với 58 trung tâm, cơ sở vật chất, phòng thí nghiệm, viện nghiên cứu và các chương trình đào tạo chuyên nghiệp. Năm 2023, trường có 43.701 sinh viên đến từ tất cả 50 bang của Hoa Kỳ và 135 quốc gia. Bang Florida là nơi đặt phòng thí nghiệm quốc gia duy nhất của bang, Phòng thí nghiệm Từ trường Cao Quốc gia, và đóng vai trò quan trọng trong việc phát triển thương mại thuốc chống ung thư Taxol. Đại học Bang Florida cũng điều hành Bảo tàng Nghệ thuật John & Mable Ringling, Bảo tàng Nghệ thuật Bang Florida và là một trong những tổ hợp bảo tàng/đại học lớn nhất quốc gia. Trường được công nhận bởi Hiệp hội Các trường Cao đẳng và Đại học phía Nam Ủy ban về Các trường Cao đẳng (SACSCOC).
Trường được phân loại là "R1: Các trường Đại học Tiến sĩ – Hoạt động nghiên cứu rất cao". Trường có chi tiêu cho nghiên cứu và phát triển (R&D) là 414 triệu USD. Theo dữ liệu năm 2022 của Quỹ Khoa học Quốc gia, trường xếp thứ 82 trong số 890 cơ sở được đánh giá. Trường có ngân sách hàng năm 3 tỷ USD và tác động kinh tế ước tính hàng năm là 15,5 tỷ USD.
Đại học Bang Florida có mối quan hệ hợp tác với Bộ lạc Seminole của Florida và được phép sử dụng tên Seminoles cùng một số hình ảnh nhất định. Các đội thể thao liên trường của FSU, được biết đến với biệt danh "Florida State Seminoles", thi đấu trong Hiệp hội Thể thao Đại học Quốc gia (NCAA) Division I và Hội nghị Bờ Đại Tây Dương (ACC). Các đội thể thao đại diện của Bang Florida đã giành được 19 chức vô địch thể thao quốc gia mọi thời đại trong 9 môn thể thao.

## Lịch sử

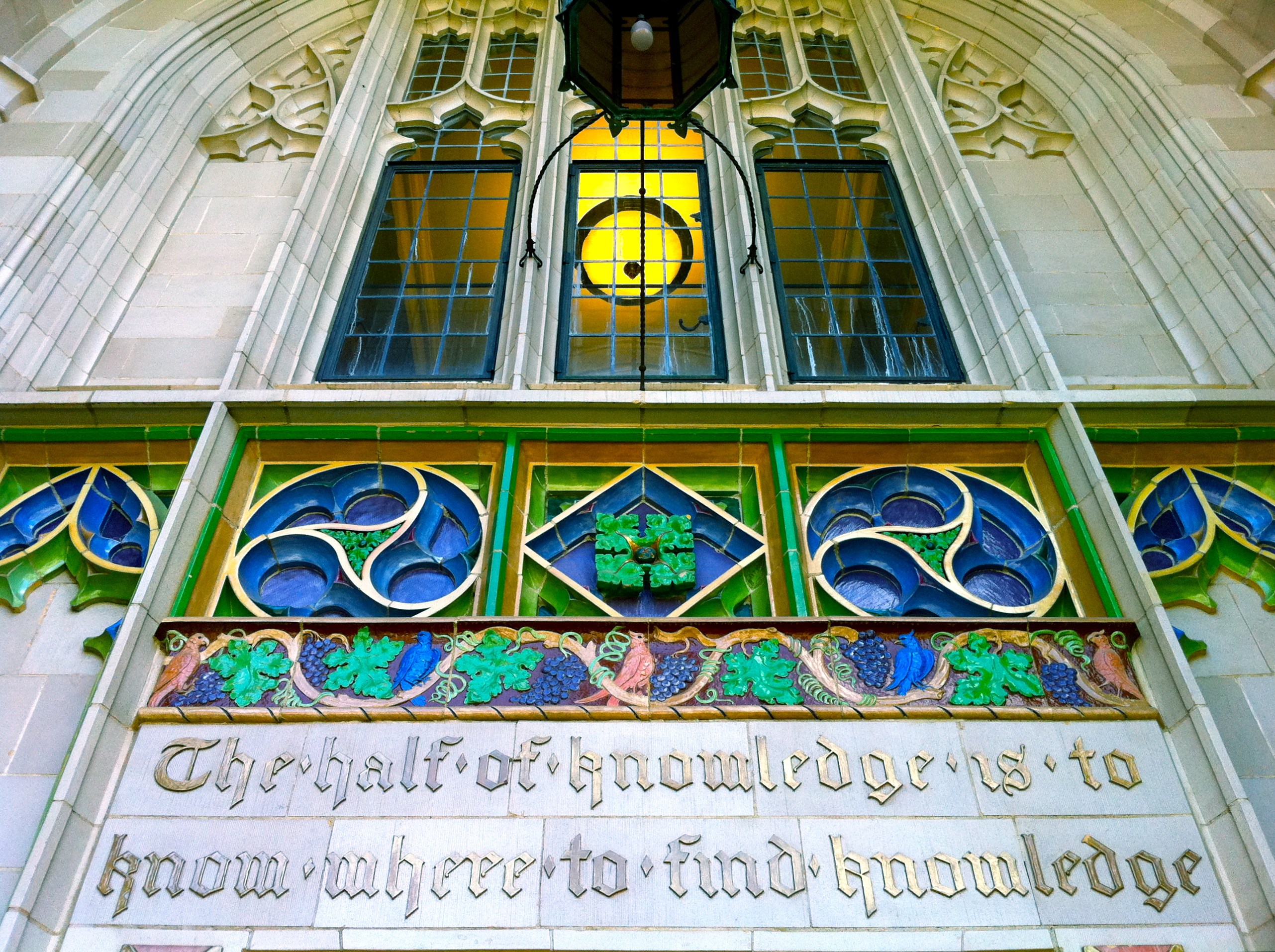
Mặt tiền lối vào chính của Dodd Hall. Được xây dựng vào năm 1925, Dodd Hall là nơi đặt Thư viện Bang Florida cho đến năm 1956. Dòng chữ được mạ vàng ghi: "Một nửa của tri thức là biết nơi tìm kiếm tri thức."

Florida State University có nguồn gốc từ kế hoạch do Quốc hội Hoa Kỳ năm 1823 đề ra nhằm tạo ra một hệ thống giáo dục đại học. Hiến pháp Florida năm 1838 đã hệ thống hóa hệ thống cơ bản bằng cách phân bổ đất đai cho các trường học. Năm 1845, Quốc hội thông qua luật công nhận Florida là bang thứ 27 của Hoa Kỳ. Trong một đạo luật bổ sung kèm theo luật gia nhập, Quốc hội cho phép hai khu đất hành chính để tổ chức các chủng viện, một ở phía đông và một ở phía tây sông Suwannee.
Năm 1851, Cơ quan lập pháp Florida cho phép phân bổ các chủng viện cho hai thị trấn cung cấp sự hỗ trợ tốt nhất cho trường học. Cơ quan lập pháp tuyên bố mục đích đầu tiên của các cơ sở này là đào tạo giáo viên nam và nữ trong tất cả các môn học thường được giảng dạy tại các trường công lập, sau đó là giáo dục công chúng về nông nghiệp, khoa học, luật pháp và quyền công dân.
Trong khi Chủng viện Đông được thành lập tại Ocala vào năm 1853, cơ hội thành lập cơ sở bang Chủng viện Tây đã gây ra cuộc tranh giành gay gắt giữa các thị trấn Quincy, Marianna và Tallahassee. Quincy rút khỏi cuộc cạnh tranh trong những năm sau đó, trong khi Marianna và Tallahassee không chịu nhượng bộ. Không thể giải quyết bế tắc, xung đột được chuyển lại cho thống đốc và cơ quan lập pháp để phân xử. Năm 1854, để khuyến khích bang, Tallahassee tái lập một trường học cũ dành cho nam sinh, nay gọi là Viện Florida, và kết hợp trường này với đất đai và các tòa nhà. Cuối cùng, cơ quan lập pháp đã trao Chủng viện Tây cho Tallahassee vào năm 1856. Thống đốc ký luật vào ngày 1 tháng 1 năm 1857. Vào tháng 10 năm 1858, trường trở thành cơ sở giáo dục chung cho cả nam và nữ bằng cách sáp nhập Viện Nữ gần đó.
Chủng viện Tây Florida được đặt tại khu đất trước đây của Viện Florida. Khu vực này, hơi về phía tây của Quốc hội Bang, trước đây được gọi một cách đáng ngại là Đồi Treo Cổ, nơi diễn ra các vụ hành quyết công khai ở Tallahassee thời kỳ đầu.

### Nội chiến và Tái thiết
Trong giai đoạn 1860–1861, cơ quan lập pháp sửa đổi luật năm 1851 và bắt đầu huấn luyện quân sự cho sinh viên, một phần do mong muốn bảo vệ đội ngũ giảng dạy khỏi bị徴 binh, điều có thể khiến trường phải đóng cửa. Trong Nội chiến, chủng viện trở thành "'Viện Quân sự và Đại học Florida'."  Số lượng sinh viên tăng lên khoảng 250 người. Trường có thể được xem là cơ sở giáo dục lớn nhất và được kính trọng nhất của bang. Năm 1865, tại Trận Natural Bridge phía nam Tallahassee, các học viên từ trường đã tham gia cùng các lực lượng Liên minh miền Nam đang hoạt động trong tuyến phòng thủ.

Học viên William Denham, khoảng năm 1860.

Các học viên được huấn luyện bởi Valentine Mason Johnson và được dẫn dắt vào trận chiến bởi Đại úy D.W. Gwynn. Một số báo cáo cho thấy các học viên chỉ đóng vai trò nhỏ trong trận chiến, bảo vệ các khẩu pháo. Lực lượng Liên minh miền Nam kết hợp đã đánh bại các lực lượng Liên bang tấn công, khiến Tallahassee trở thành thủ đô duy nhất của Liên minh phía đông sông Mississippi không rơi vào tay lực lượng Liên bang.
Khi Florida đầu hàng, lực lượng quân sự Liên bang đã giải giáp các học viên và sử dụng các tòa nhà trong khuôn viên làm doanh trại cho đến tháng 9 năm 1865. Sau đó, trường mở cửa trở lại và tiếp tục mục đích học thuật của mình. Quân đoàn Đào tạo Sĩ quan Dự bị (ROTC) của FSU được phép trưng bày một dải chiến đấu Natural Bridge 1865. FSU là một trong bốn cơ sở được phép trưng bày dải chiến đấu quân sự.

### Đại học bang đầu tiên

Phòng thí nghiệm hóa học năm 1900, tại nơi khi đó được gọi là Chủng viện Tây Florida

Năm 1883, cơ sở chính thức được gọi là Chủng viện Tây Florida được Hội đồng Giáo dục tổ chức thành Trường Cao đẳng Văn học của Đại học Florida. (Theo thuật ngữ thời bấy giờ, các trường được chia thành chủng viện và cơ sở văn học; tên gọi không ngụ ý tập trung vào văn học.) Theo hiến chương đại học mới, chủng viện trở thành Trường Cao đẳng Văn học của cơ sở và bao gồm một số "trường" hoặc khoa trong các lĩnh vực khác nhau. Tuy nhiên, trong mối liên kết đại học mới, "Hiến chương riêng và tổ chức đặc biệt" của chủng viện vẫn được duy trì. Đại học Florida cũng sáp nhập Trường Cao đẳng Y khoa và Phẫu thuật Tallahassee, và công nhận ba trường cao đẳng khác sẽ được thành lập sau này. Cơ quan lập pháp Florida công nhận đại học dưới tên gọi "Đại học Florida" vào mùa xuân năm 1885 nhưng không cam kết tài trợ hoặc hỗ trợ thêm. Không có sự hỗ trợ từ cơ quan lập pháp, dự án đại học gặp khó khăn. Cơ sở này không bao giờ chính thức mang danh hiệu "đại học", và mối liên kết tan rã khi trường y khoa chuyển đến Jacksonville vào cuối năm đó.
Theo Doak Campbell, chủ tịch thứ năm của Đại học Bang Florida, "Trong 50 năm đầu tiên...các hoạt động của nó bị giới hạn ở các khóa học cấp trung học. Tiến độ phát triển chậm. Thật vậy, mãi đến đầu thế kỷ [hai mươi] nó mới thực sự đủ tiêu chuẩn là một cơ sở đại học." Năm 1901, nó trở thành Cao đẳng Bang Florida.

### Đạo luật Buckman

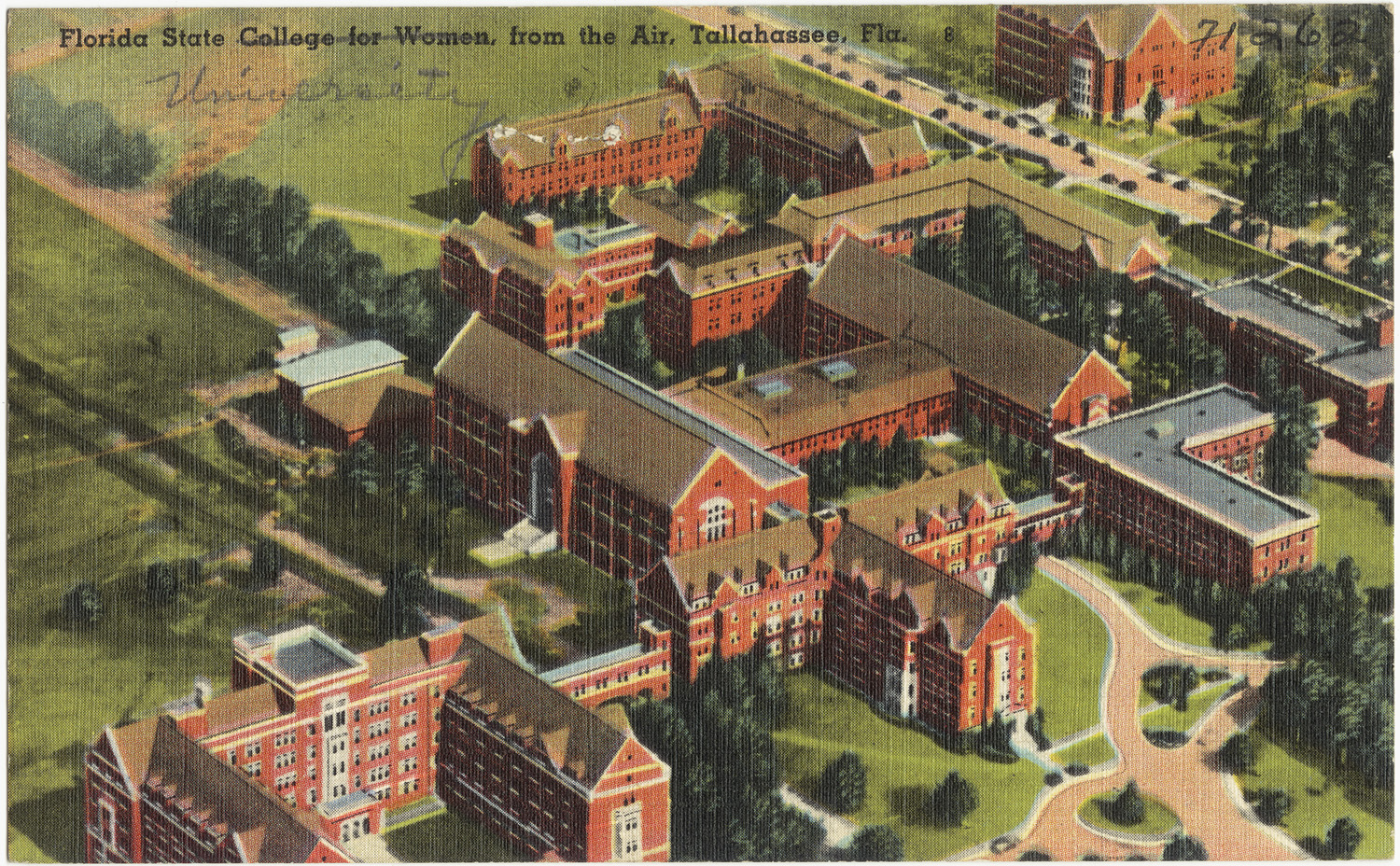
Cao đẳng Bang Florida cho Phụ nữ, khoảng năm 1930

Năm 1905, Cơ quan lập pháp Florida thông qua Đạo luật Buckman, tái tổ chức hệ thống cao đẳng Florida thành một trường cho nam giới da trắng (Đại học Bang Florida), một trường cho phụ nữ da trắng (Cao đẳng Nữ Florida sau này đổi thành Cao đẳng Bang Florida cho Phụ nữ), và một trường cho người Mỹ gốc Phi (Trường Cao đẳng Thường và Công nghiệp Bang cho Sinh viên Da màu). Đạo luật Buckman gây tranh cãi, vì nó thay đổi tính chất của một trường bang giáo dục chung lịch sử thành một trường dành riêng cho phụ nữ. Nhà tài trợ sớm và lớn của trường, James Westcott III, đã để lại một khoản tiền đáng kể để hỗ trợ hoạt động liên tục. Năm 1911, di sản của ông kiện hội đồng giáo dục bang, cho rằng di sản không nhằm hỗ trợ một trường dành riêng cho một giới. Tòa án Tối cao Florida đã quyết định vụ việc theo hướng có lợi cho bang, tuyên bố sự thay đổi tính chất nằm trong ý định của di chúc Westcott. 

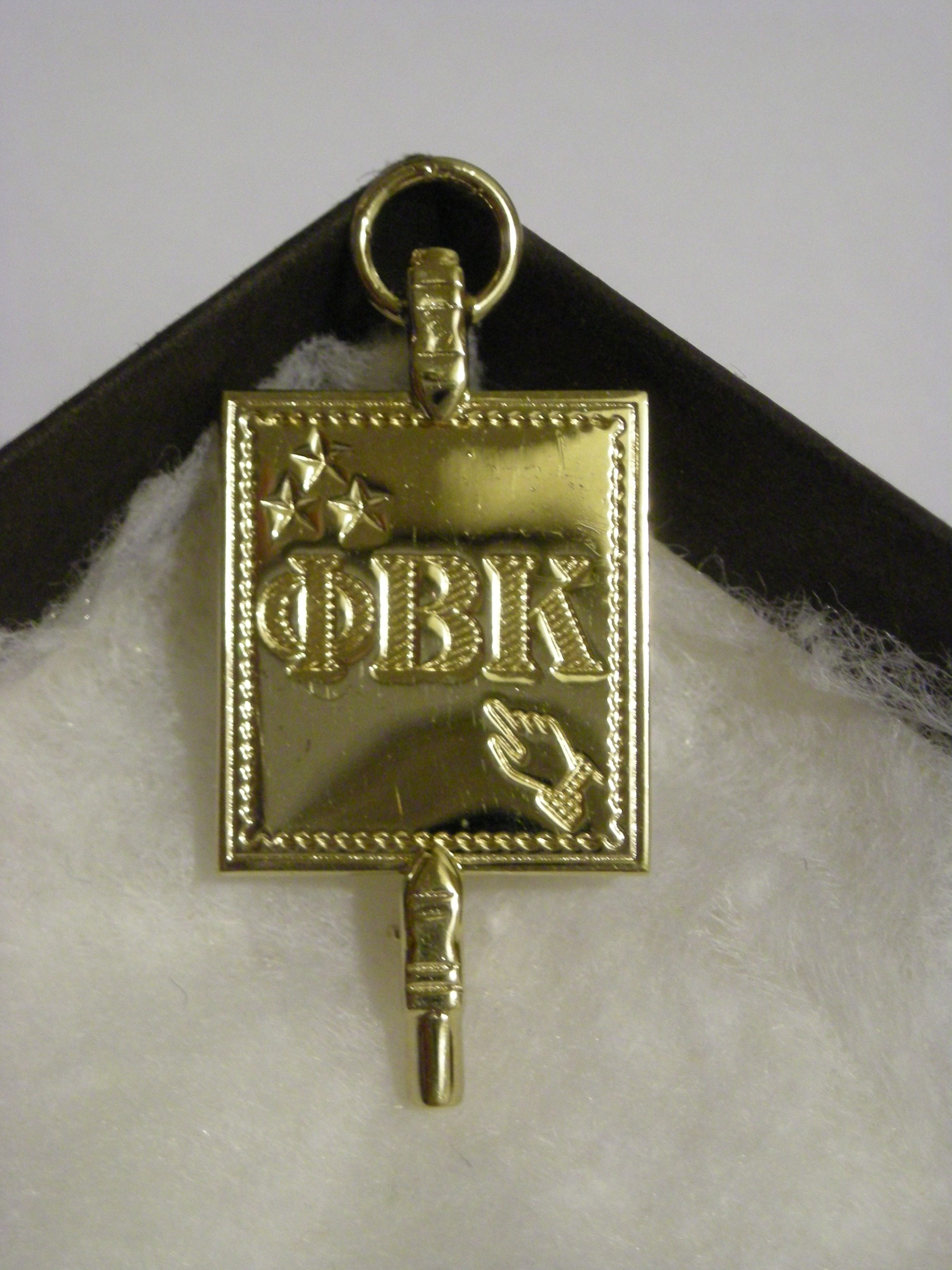
Biểu tượng Phi Beta Kappa. Các ngôi sao tượng trưng cho tình bạn, đạo đức và học tập. Alpha của Florida nằm tại FSU.

Đến năm 1933, Cao đẳng Bang Florida cho Phụ nữ đã phát triển thành trường cao đẳng dành cho phụ nữ lớn thứ ba tại Hoa Kỳ. Đây là trường cao đẳng dành cho phụ nữ đầu tiên ở Miền Nam được trao một chương của Phi Beta Kappa, cũng như là đại học đầu tiên ở Florida nhận được vinh dự này. Bang Florida là trường lớn nhất trong hai đại học bang ban đầu ở Florida cho đến năm 1919.

### Trở lại trạng thái giáo dục chung
Những binh sĩ trở về sử dụng G.I. Bill sau Thế chiến II đã gây áp lực lên hệ thống đại học bang đến mức một Chi nhánh Tallahassee của Đại học Florida (TBUF) được mở tại khuôn viên Cao đẳng Bang Florida cho Phụ nữ, với nam giới được bố trí ở doanh trại tại Sân bay Dale Mabry gần đó. Đến năm 1947, Cơ quan lập pháp Florida đã đưa FSCW trở lại trạng thái giáo dục chung và chỉ định nó là Đại học Bang Florida. Đất và doanh trại của Khuôn viên phía Tây FSU cùng các khu vực khác liên tục được sử dụng làm sân bay sau này trở thành địa điểm của Cao đẳng Cộng đồng Tallahassee. Những năm sau chiến tranh mang lại sự phát triển và tăng trưởng đáng kể cho đại học khi nhiều khoa và trường thành viên được bổ sung, bao gồm Kinh doanh, Báo chí (ngừng hoạt động năm 1959), Khoa học Thư viện, Điều dưỡng, và Phúc lợi Xã hội. Thư viện Strozier (1956), và Nhà thi đấu Tully (1956) được xây dựng vào thời điểm này.

### Campus/ Khuôn viên chính – Tallahassee

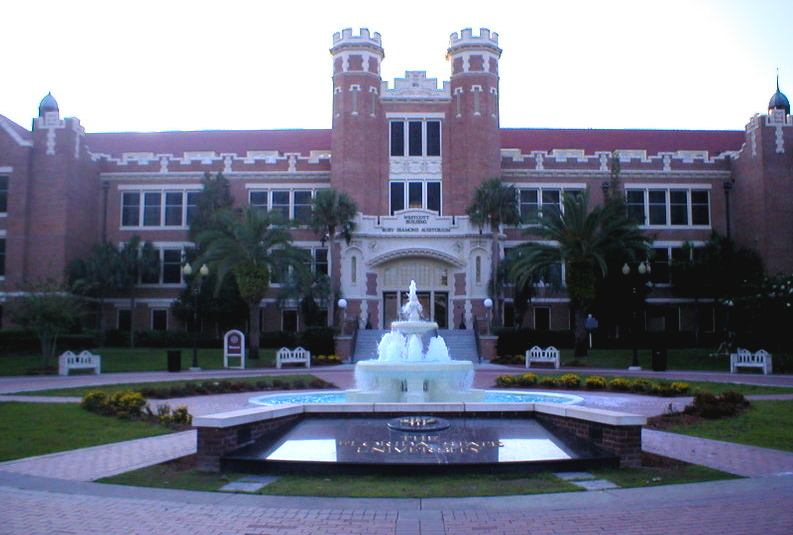
Quảng trường Westcott

Bang đã mua lại đất của khuôn viên chính từ Thành phố Tallahassee vào tháng 1 năm 1857 khi Viện Florida được chuyển giao. Khuôn viên chính có diện tích 196,6 ha. Ngoài Quận Leon, trường sở hữu hơn 694,6 ha. Khuôn viên chính được bao quanh bởi Đường Stadium ở phía tây, Phố Tennessee (U.S. Route 90) ở phía bắc, Phố Macomb ở phía đông, và Phố Gaines ở phía nam. Tòa nhà Westcott là công trình dễ nhận biết nhất của trường, nằm tại Đại lộ College và Phố S. Copeland. Vị trí Westcott là địa điểm giáo dục đại học được sử dụng liên tục lâu đời nhất ở Florida và là nơi đặt Ruby Diamond Concert Hall, địa điểm biểu diễn chính của trường.

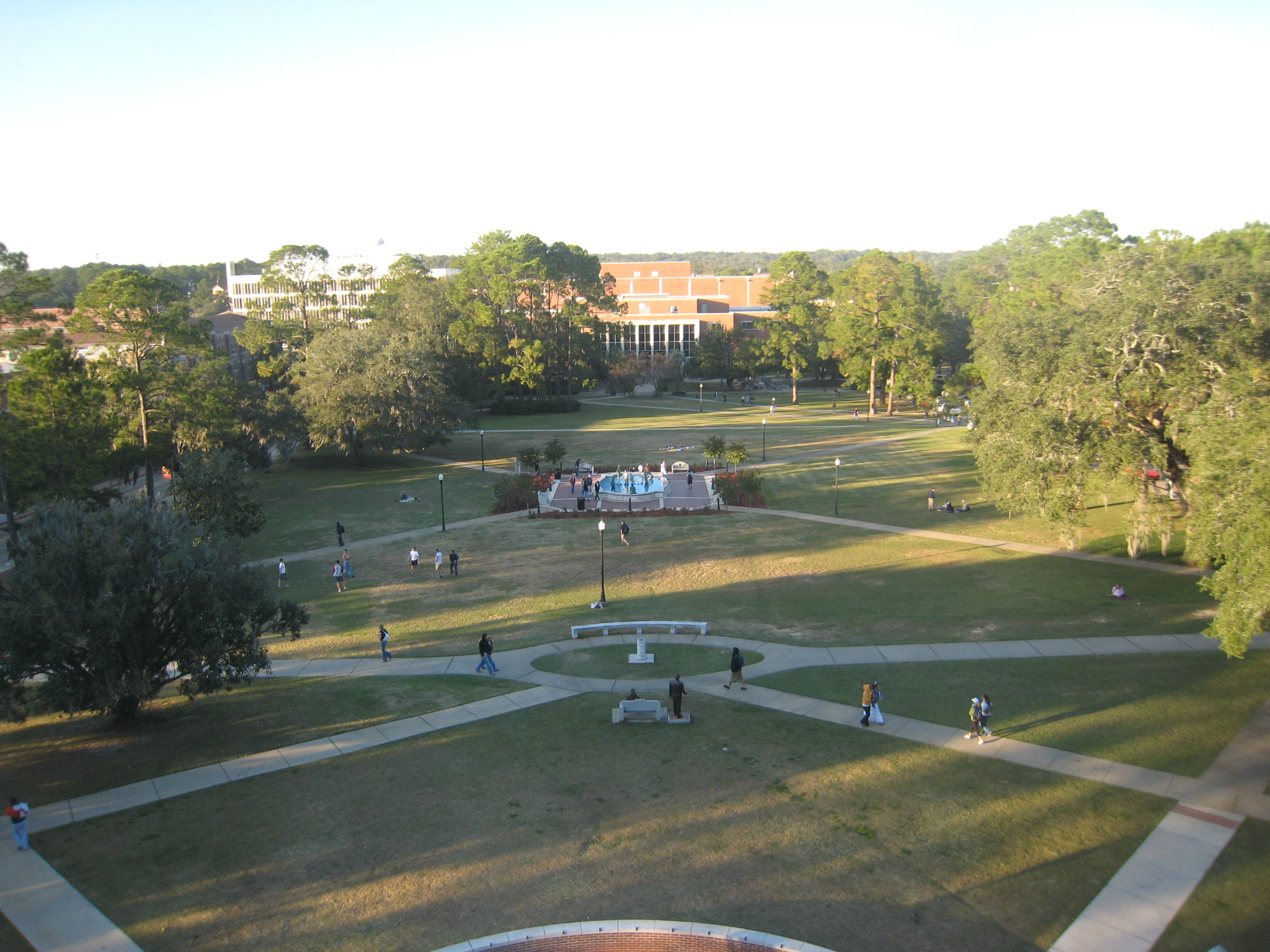
Landis Green nằm ở trung tâm khuôn viên chính

Các ký túc xá sinh viên lịch sử bao gồm Broward, Bryan, Cawthon, Gilchrist, Jennie Murphree, Landis và Reynolds, nằm ở nửa phía đông lâu đời của khuôn viên. Các khu phức hợp ký túc xá mới hơn, Ragans và Wildwood, nằm gần khu vực thể thao; và DeGraff Hall, nằm trên Phố Tennessee.

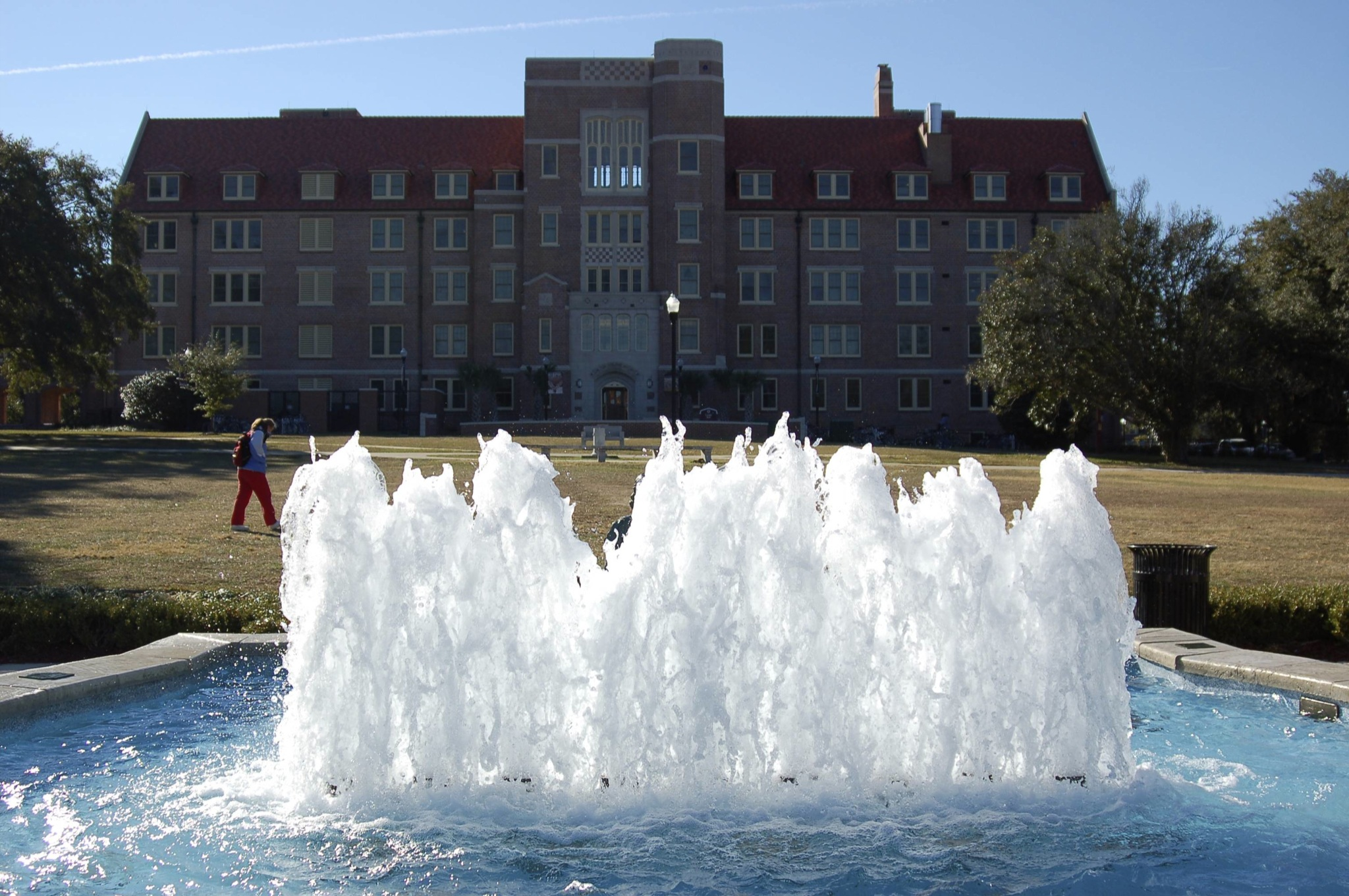
Đài phun nước Legacy tại Landis Green

Trong và xung quanh khuôn viên chính của Florida State University có bảy thư viện: Thư viện Robert Manning Strozier, Thư viện Khoa học Dirac mang tên nhà vật lý đoạt giải Nobel và giáo sư Florida State University Paul Dirac, Thư viện Claude Pepper, Thư viện Âm nhạc Allen của Trường Âm nhạc, Trung tâm Nghiên cứu Luật của Trường Luật, Thư viện Y khoa Maguire của Trường Y và Thư viện Kỹ thuật FAMU/FSU. Thư viện Strozier nằm ở trung tâm khuôn viên và mở cửa kéo dài trong các kỳ học mùa thu và mùa xuân.

Không gian xanh gần các ký túc xá Landis và Gilchrist, trong khuôn viên chính. Những cây sồi này được sinh viên trồng vào năm 1932.

 Bên cạnh Trung tâm Donald L. Tucker, Trường Luật nằm giữa Phố Jefferson và Phố Pensacola. Trường Kinh doanh nằm ở trung tâm khuôn viên gần Hội Sinh viên FSU và đối diện Tòa nhà Lớp học HCB. Khu vực khoa học và nghiên cứu nằm ở góc tây bắc của khuôn viên. Trường Y, các tòa nhà Khoa học Đời sống King (sinh học) cũng như Khoa Tâm lý học nằm ở phía tây khuôn viên trên Phố Call và Đường Stadium.
Nằm ngoài Đường Stadium ở góc tây nam là Trung tâm Đại học, bao quanh Sân vận động Doak Campbell và Sân Bobby Bowden. Sân vận động có sức chứa 79.560 khán giả. Sân vận động Doak Campbell nằm trong các bức tường gạch của Trung tâm Đại học. Đây được cho là công trình gạch liền mạch lớn nhất tại Hoa Kỳ và một trong những công trình lớn nhất thế giới. Khu phức hợp gạch này cũng chứa các văn phòng của trường, văn phòng đăng ký, Trường Khách sạn Dedman, và các phòng học.
Khuôn viên Tây Nam FSU được trường mua lại vào năm 1930 và trước đây được gọi là "Nông trại". Nó bao gồm thêm 299,5 ha đất ngoài Đường Orange. Khuôn viên tây nam hiện là nơi đặt Trường Kỹ thuật Đại học Florida A&M – Florida State University, được đặt trong một cơ sở chung hai tòa nhà với Đại học Florida A&M. Ngoài Trường Kỹ thuật, Don Veller Seminole Golf Course and Club và Trung tâm Thể thao Dưới nước Morcom cũng nằm ở đây. Các tòa nhà Quỹ Nghiên cứu FSU, cũng như Phòng thí nghiệm Từ trường Cao Quốc gia, nằm trong Khuôn viên Tây Nam tại Công viên Đổi mới.

### Các campus/ khuôn viên khác

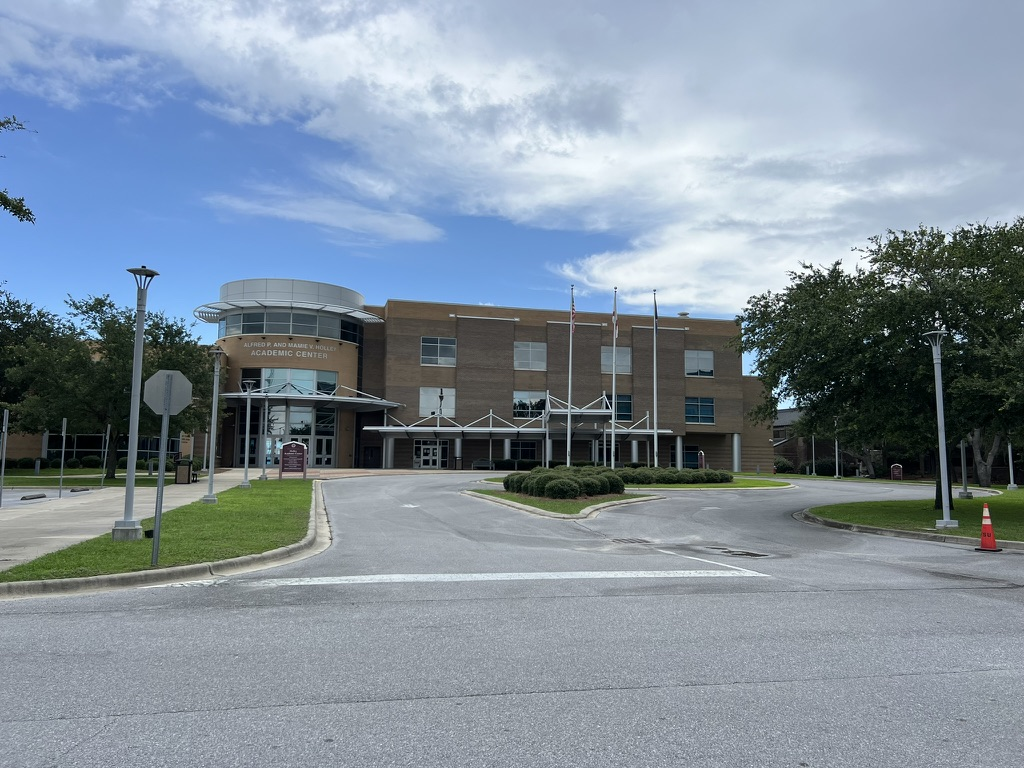
Trung tâm Học thuật Holley tại khuôn viên Panama City, FL

Florida State University Panama City nằm cách khuôn viên chính khoảng 160 km. Khuôn viên này bắt đầu hoạt động từ năm 1967, và FSU tiếp quản vào tháng 7 năm 1982. Ủy ban Quận Bay đã tặng một khu đất ven biển rộng 10,5 ha cho khuôn viên mới, được hoàn thành vào năm 1987. Vào mùa thu năm 2023, khuôn viên có hơn 1200 sinh viên tham gia các chương trình đại học và sau đại học. Cơ sở vệ tinh này hiện có tỷ lệ 20 sinh viên trên mỗi giảng viên.

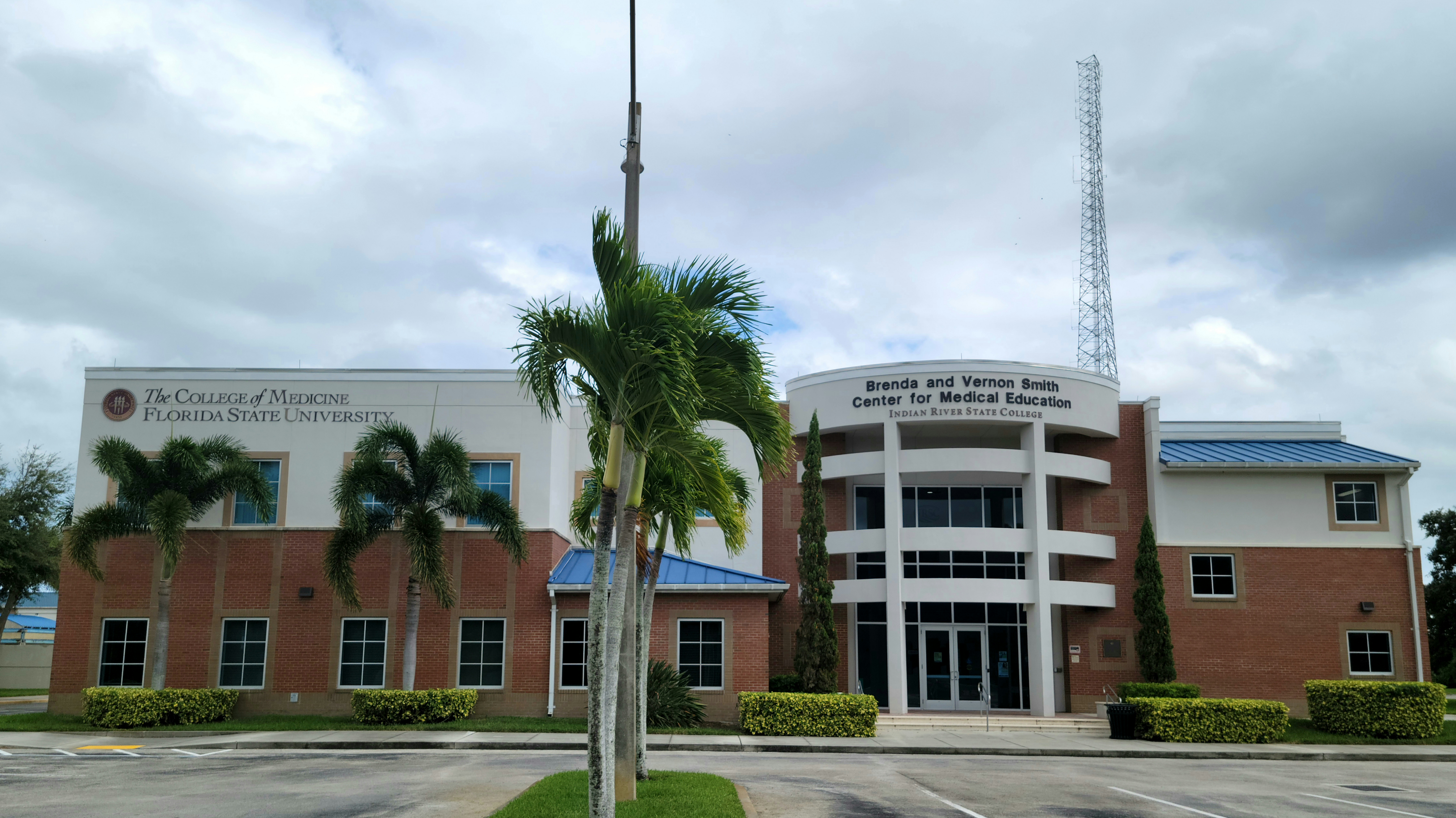
Trung tâm Smith của Trường Y tại Ft.Pierce, FL

Trường Y có sáu khuôn viên khu vực nằm tại Daytona Beach, Fort Pierce, Orlando, Pensacola, Sarasota và Tallahassee. Ba cơ sở đào tạo y tế dựa trên nông thôn nằm tại Marianna, Immokalee và Thomasville, Georgia.
Florida State University có các khuôn viên tại London, Florence, Panama City, Panama và Valencia, Tây Ban Nha. Những khuôn viên này là một phần của các chương trình quốc tế quanh năm.

## Tổ chức và quản lý
Florida State University được chia thành 17 trường đại học và hơn 110 trung tâm, cơ sở, phòng thí nghiệm và viện nghiên cứu, cung cấp 277 chương trình cấp bằng.
Là một phần của Hệ thống Đại học Bang Florida, Florida State University thuộc quyền quản lý của Hội đồng Quản trị Florida gồm 17 thành viên. Dưới sự hướng dẫn của Hội đồng Quản trị, Hội đồng Quản trị gồm 13 thành viên chịu trách nhiệm quản lý trường theo cách phù hợp với sứ mệnh của trường, đồng thời nhất quán với sứ mệnh và mục đích của Hệ thống Đại học Bang do Hội đồng Quản trị xác định. Hiệu trưởng của trường chịu trách nhiệm trước Hội đồng Quản trị. Ban lãnh đạo điều hành của trường báo cáo cho hiệu trưởng, với các bộ phận cấp dưới báo cáo qua ban lãnh đạo.
Thượng viện Giảng viên là cơ quan lập pháp của trường và được bầu từ các thành viên của giảng viên chung. Thượng viện Giảng viên xây dựng chính sách học thuật và đặt ra các tiêu chuẩn học thuật. Bất kỳ hành động nào của Thượng viện Giảng viên đều chịu sự phủ quyết của hiệu trưởng trường, và có thể được kháng cáo lên hội đồng quản trị của trường bằng hai phần ba số phiếu của Thượng viện.
Chính phủ sinh viên được thành lập vào năm 1935 và bao gồm các nhánh hành pháp, tư pháp và lập pháp. Nhánh hành pháp của chính phủ sinh viên do chủ tịch hội sinh viên lãnh đạo, bao gồm phó chủ tịch hội sinh viên, thủ quỹ, bảy cơ quan, bốn văn phòng và một nội các điều hành chịu trách nhiệm xử lý chương trình nghị sự do chủ tịch hội sinh viên đề ra. Nhánh lập pháp bao gồm tám mươi thượng nghị sĩ, và nhánh tư pháp gồm một chánh án và bốn thẩm phán phụ, những người phải đang học năm thứ hai hoặc thứ ba tại trường luật.

### Mối quan hệ với Bộ lạc Seminole của Florida
Sau khi cải tổ thể thao nam tại trường sau 42 năm gián đoạn (1905–1947) khi FSU là trường chỉ dành cho nữ, sinh viên FSU đã bỏ phiếu chọn tên "Seminoles" làm tên tập thể và biểu tượng của trường. Hình ảnh Seminole trong một số hoạt động của trường được sử dụng với sự cho phép của Hội đồng Bộ lạc, cơ quan quản lý của Bộ lạc Seminole của Florida. Việc FSU sử dụng hình ảnh Seminole đã được NCAA miễn trừ vào năm 2005, nhờ sự phối hợp giữa Bộ lạc Seminole của Florida với Florida State.

### Tài chính
Tính đến  năm 2024 Quỹ tài trợ toàn trường của FSU đạt 785,2 triệu USD với tổng tài sản trị giá 1,03 tỷ USD. Quỹ tài trợ giúp cung cấp học bổng cho sinh viên, hỗ trợ giảng dạy và nghiên cứu, và tài trợ cho các mục đích cụ thể khác do nhà tài trợ chỉ định.

Năm 2022, Florida State University được Fitch, Moody's và S&P Global xếp hạng có mức tín dụng cao nhất trong số tất cả các trường đại học ở Florida. Moody's Ratings xếp hạng nợ của FSU ở mức Aa1 và Aa2 vào năm 2022. S&P Global Ratings xếp hạng tổng thể của trường là AA+ vào năm 2022. Fitch Ratings xác nhận Xếp hạng Mặc định của Nhà phát hành FSU ở mức AA+ vào ngày 14 tháng 2 năm 2022, với triển vọng ổn định. Kết luận Phân tích của Fitch nêu rõ: 
Là một trường đại học hàng đầu toàn diện, FSU thu hút sinh viên trên toàn bang và thậm chí trên toàn quốc và có khả năng gây quỹ đáng kể. Triển vọng Ổn định phản ánh kỳ vọng của Fitch rằng trường sẽ duy trì các tỷ suất dòng tiền điều chỉnh, như được định nghĩa trong tiêu chí của Fitch, phù hợp với xu hướng lịch sử, và sức mạnh bảng cân đối kế toán sẽ được duy trì và cải thiện theo thời gian.

### Tuyển sinh
| Số đơn đăng ký                                                       | 61,278           | 78,088           | 65,256           |
| Số trúng tuyển                                                       | 14,140           | 19,552           | 24,184           |
| Số nhập học                                                          | 3,351            | 6,033            | 7,619            |
| Tỷ lệ trúng tuyển                                                    | 23.0%            | 25.0%            | 37.1%            |
| Tỷ lệ nhập học                                                       | 23.7%            | 30.9%            | 31.5%            |
| SAT tổng hợp*                                                        | 1330–1410 (66%†) | 1220⁠–1360 (68%†) | 1200⁠–1330 (65%†) |
| ACT tổng hợp*                                                        | 29–32 (32.4%†)   | 26–31 (32%†)     | 26–30 (35%†)     |
| * khoảng 50% giữa † tỷ lệ phần trăm sinh viên năm nhất chọn nộp điểm |                  |                  |                  |

50% giữa của lớp sinh viên năm nhất nhập học kỳ mùa thu 2023 có điểm GPA từ 4.2 đến 4.5; điểm SAT từ 1330 đến 1410 và điểm ACT từ 29 đến 32. Tỷ lệ chấp nhận nhập học năm 2023 là 23.0% cho 61,278 ứng viên năm nhất.
Tỷ lệ giữ chân sinh viên năm hai toàn thời gian của FSU là 96% và tỷ lệ tốt nghiệp bốn năm là 75%. Trường có tỷ lệ tốt nghiệp sáu năm là 83.0%.

### Ghi danh
| Năm học   | Đại học | Sau đại học | Tổng số ghi danh |
| --------- | ------- | ----------- | ---------------- |
| 2020–2021 | 32,543  | 11,026      | 43,569           |
| 2021–2022 | 33,593  | 11,537      | 45,130           |
| 2022–2023 | 32,936  | 11,225      | 44,161           |

Sinh viên Đại học Bang Florida, với tổng số 43,701 vào năm 2023, đến từ hơn 130 quốc gia và tất cả 50 bang của Hoa Kỳ. Tỷ lệ nữ so với nam là 58:42, và 24.2% là sinh viên sau đại học và chuyên nghiệp.
| Chủng tộc và dân tộc | Tổng cộng | Tổng cộng |
| -------------------- | --------- | --------- |
| Da trắng             | 59%       | 59        |
| Tây Ban Nha          | 22%       | 22        |
| Da đen               | 9%        | 9         |
| Khác                 | 5%        | 5         |
| Châu Á               | 3%        | 3         |
| Công dân nước ngoài  | 1%        | 1         |
| Đa dạng kinh tế      |           |           |
| Thu nhập thấp        | 26%       | 26        |
| Giàu có              | 74%       | 74        |

Miami-Dade, Broward, Palm Beach, Hillsborough, và Leon là các quận ở Florida có số lượng sinh viên trong bang ghi danh nhiều nhất. Sinh viên từ Georgia, New York, New Jersey, Bắc Carolina, Texas, Pennsylvania, và Illinois là các bang lớn nhất cho sinh viên ngoài bang.
FSU tiếp nhận khoảng 2500 sinh viên quốc tế. Khoảng 77% sinh viên quốc tế là sinh viên sau đại học và chủ yếu đến từ Trung Quốc, Ấn Độ, Hàn Quốc, Panama, và Thổ Nhĩ Kỳ.

## Học thuật

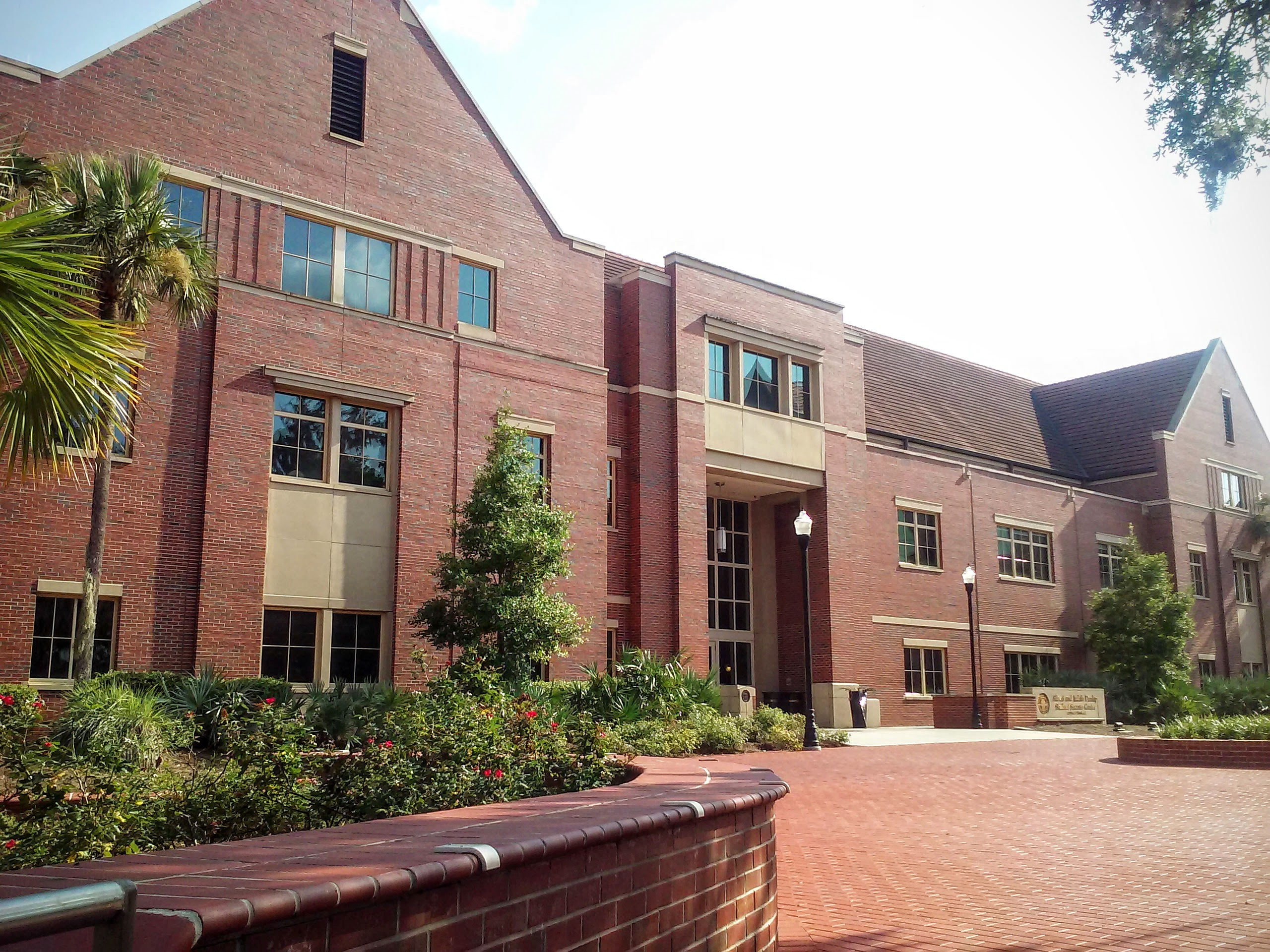
Trung tâm Hỗ trợ Nghề nghiệp

Florida State University hướng tới trở thành một trong mười trường đại học nghiên cứu công lập hàng đầu và thành viên của AAU. Trường là nơi đặt Phòng thí nghiệm Từ trường Cao Quốc gia cùng với các cơ sở nghiên cứu tiên tiến khác. Các cột mốc khác tại trường bao gồm siêu máy tính ETA10-G/8 đầu tiên và quá trình phát triển tổng hợp thuốc chống ung thư Taxol.
Florida State University được chia thành 17 trường đại học và trường trực thuộc bao gồm các Trường Nghiên cứu Ứng dụng, Nghệ thuật & Khoa học, Kinh doanh, Truyền thông & Thông tin, Tội phạm học & Tư pháp Hình sự, Giáo dục, Kỹ thuật, Mỹ thuật, Khoa học Con người, Luật, Y khoa, Nghệ thuật Điện ảnh, Âm nhạc, Điều dưỡng, Khoa học Xã hội & Chính sách Công, và Công tác Xã hội, cùng với Trường Sau đại học, Trường Khách sạn Dedman, và Trường Khởi nghiệp Jim Moran. Florida State cung cấp 103 chương trình cấp bằng Cử nhân, 107 chương trình cấp bằng Thạc sĩ, bằng thạc sĩ nâng cao/chuyên gia trong 6 lĩnh vực, 63 chương trình cấp bằng Tiến sĩ, và 3 chương trình cấp bằng chuyên nghiệp. Các trường phổ biến nhất theo số lượng tuyển sinh là Nghệ thuật và Khoa học, Kinh doanh, Khoa học Xã hội, Giáo dục, và Khoa học Con người.
Trường Y Florida State University hoạt động bằng cách sử dụng đào tạo y khoa lâm sàng dựa trên bệnh viện và cộng đồng đa dạng cho sinh viên y khoa. Sinh viên dành hai năm đầu học các khóa học y khoa học thuật tại khuôn viên FSU ở Tallahassee. Sau đó, họ được phân công đến một trong những khuôn viên trường y khu vực để đào tạo lâm sàng năm thứ ba và thứ tư. Các đợt luân phiên có thể được thực hiện tại một trong sáu khuôn viên khu vực ở Daytona Beach, Fort Pierce, Orlando, Pensacola, Sarasota hoặc ở Tallahassee.

### Thư viện Florida State University

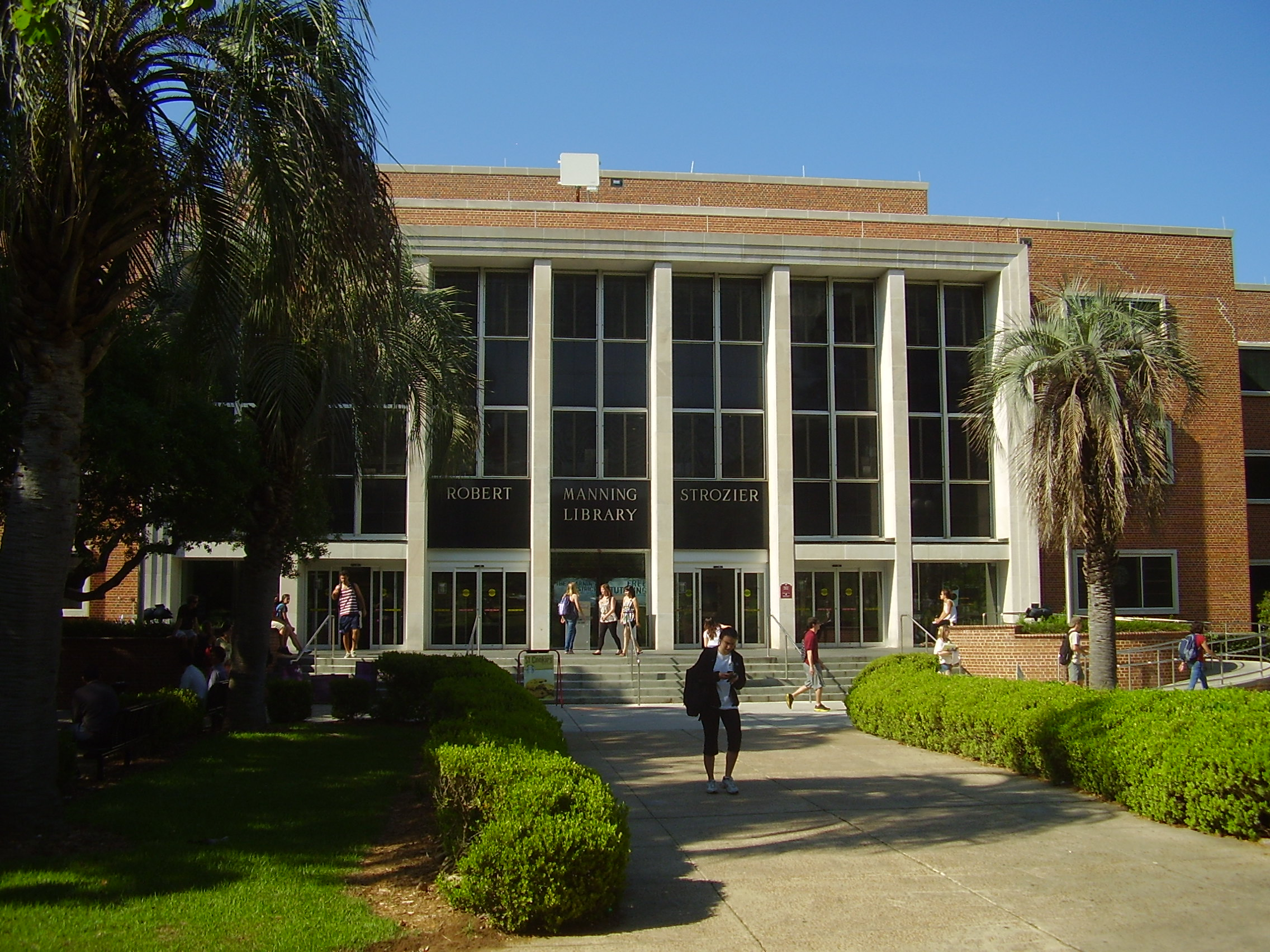
Thư viện Robert M. Strozier

Chỉ riêng các Thư viện Florida State University đã bao gồm hơn 4 triệu đầu sách và cung cấp quyền truy cập vào hơn 1.064 cơ sở dữ liệu và 120.000 tạp chí điện tử, bao gồm hệ thống UBorrow toàn bang với hơn 15 triệu cuốn sách từ tất cả 40 thư viện đại học và cao đẳng bang. Tổng cộng, Florida State có mười lăm thư viện và hàng triệu sách và tạp chí để lựa chọn, bao gồm hệ thống UBorrow toàn bang mạnh mẽ. Tám thư viện nằm trong khuôn viên chính Tallahassee, với bảy thư viện khác nằm rải rác trên toàn thế giới. Bộ sưu tập bao gồm hầu hết các ngành học và có nhiều định dạng khác nhau – từ sách và tạp chí đến bản thảo, bản đồ và âm nhạc ghi âm. Các bộ sưu tập ngày càng được số hóa và có thể truy cập qua Internet thông qua trang web thư viện hoặc danh mục thư viện.
Thư viện Robert M. Strozier là thư viện chính của Florida State. Nó nằm trong khu vực trung tâm lịch sử của khuôn viên, liền kề Landis Green. FSU đã có thư viện từ những năm 1880, và Thư viện Chính đã được đặt trong nhiều tòa nhà.
Thư viện Khoa học Paul A. M. Dirac, khai trương vào tháng 12 năm 1989, là thư viện khoa học chính của Florida State University và chứa hơn 500.000 cuốn sách. Tòa nhà thư viện cũng là nơi đặt Trường Khoa học Tính toán và Công nghệ Thông tin FSU. Thư viện lưu giữ một bộ sưu tập tài liệu liên quan đến công trình của Dirac tại FS.

## Nghiên cứu

Tổng quan về Taxol total synthesis của Holton

Phân loại Carnegie về các Cơ sở Giáo dục Đại học xếp hạng Đại học Bang Florida là một cơ sở nghiên cứu tiến sĩ thực hiện các mức độ nghiên cứu rất cao. Hiện tại, Đại học Bang Florida đứng thứ hai trong bang Florida với tư cách là một trường đại học công lập theo Chỉ số Nature về sản lượng nghiên cứu. Trường đại học tham gia vào nhiều lĩnh vực nghiên cứu học thuật ở cấp độ đại học, sau đại học, và sau tiến sĩ. Đại học Bang Florida đã được trao hơn 355 triệu đô la chi tiêu nghiên cứu hàng năm trong nghiên cứu được tài trợ trong năm tài chính 2022, xếp hạng thứ 82 trong số 890 trường được xếp hạng. FSU nhận được nguồn tài trợ cao nhất từ Quỹ Khoa học Quốc gia trong bang Florida. Hiện tại, Đại học Bang Florida có 37 chương trình cấp bằng trong các lĩnh vực nghiên cứu liên ngành. Các chương trình liên ngành kết hợp các môn học thuật thành các lĩnh vực chung nơi các khám phá có thể được khai thác bằng nhiều phương pháp khác nhau. Nghiên cứu liên ngành tại FSU bao gồm các chủ đề truyền thống như hóa học, vật lý và kỹ thuật đến các khoa học xã hội.

### Nghiên cứu nổi bật

#### Phòng thí nghiệm Từ trường Cao Quốc gia

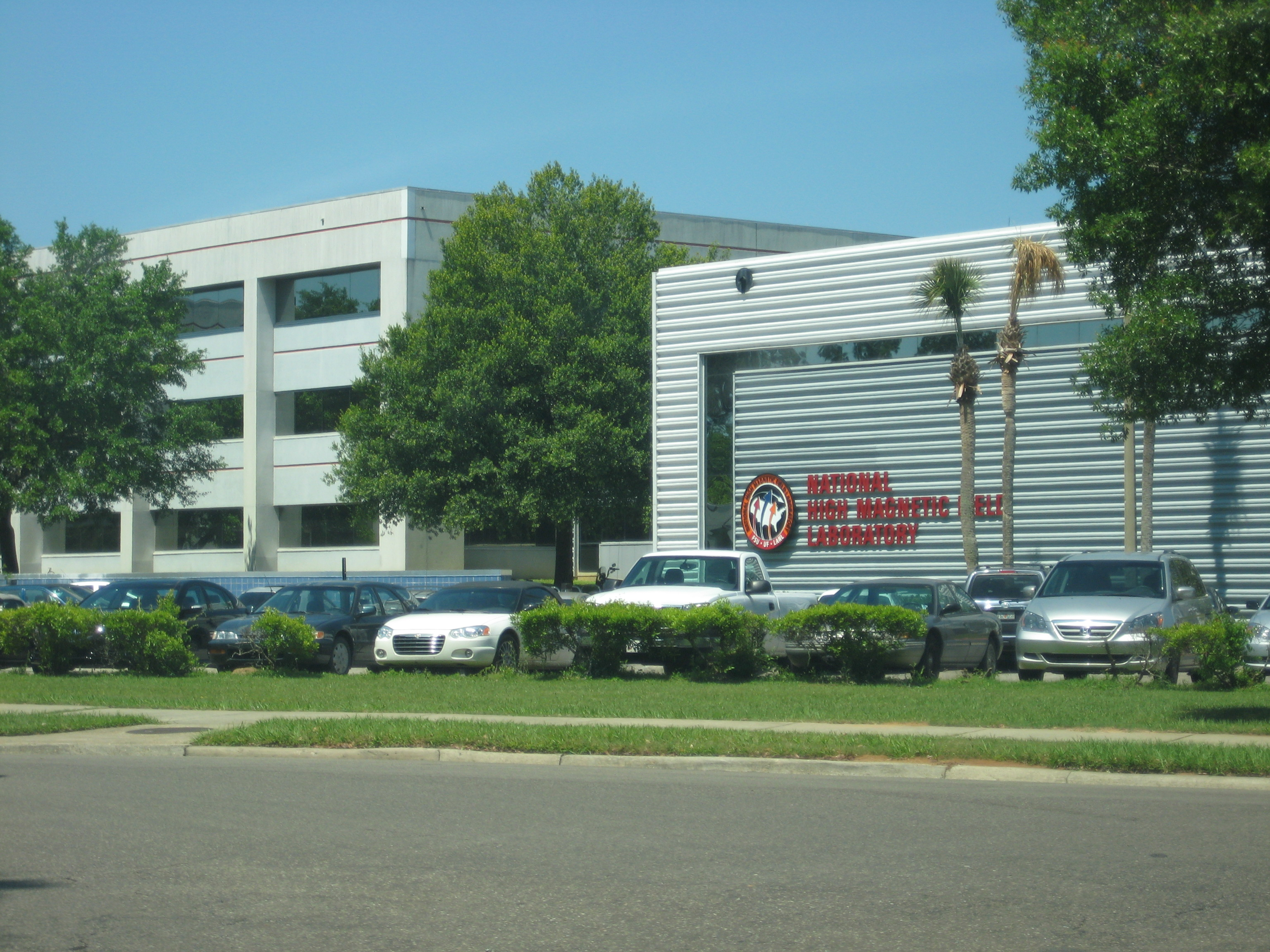
Toà nhà Phòng thí nghiệm Từ trường Cao Quốc gia

Phòng thí nghiệm Từ trường Cao Quốc gia (NHMFL) hay "Mag Lab" tại Đại học Bang Florida phát triển và vận hành các cơ sở từ trường cao mà các nhà khoa học sử dụng để nghiên cứu trong vật lý, sinh học, kỹ thuật sinh học, hóa học, địa hóa học, hóa sinh, khoa học vật liệu, và kỹ thuật. Đây là một cơ sở độc nhất tại Hoa Kỳ và là một trong chín cơ sở trên toàn thế giới. Nhiều kỷ lục quan trọng đã được thiết lập tại Mag Lab cho đến nay. Phòng thí nghiệm Từ trường là một khu phức hợp rộng 440,000 sq. ft (40,877 mét vuông) với 715 giảng viên, nhân viên, sinh viên sau đại học, và sau tiến sĩ. Cơ sở này là phòng thí nghiệm lớn nhất và có công suất cao nhất thuộc loại này trên thế giới.

##### Cuộc thi Giải thưởng Phòng thí nghiệm của MIT
Năm 1990, Quỹ Khoa học Quốc gia (NSF) đã trao cho Đại học Bang Florida quyền tổ chức Phòng thí nghiệm Từ trường Cao Quốc gia mới. Thay vì cải thiện Phòng thí nghiệm Từ trường Francis Bitter hiện có do Viện Công nghệ Massachusetts (MIT) kiểm soát cùng với một liên minh các trường đại học khác, NSF đã chọn chuyển Phòng thí nghiệm chủ yếu đến Đại học Bang Florida, với một cơ sở nhỏ hơn tại Đại học Florida. MIT đã phản đối giải thưởng này trong một yêu cầu chưa từng có tiền lệ gửi đến Hội đồng Khoa học Quốc gia (NSB) để xem xét lại giải thưởng, cáo buộc các quan chức NSF đã thao túng sự thật, rằng NSB đã bác bỏ quy trình đánh giá ngang hàng trao phòng thí nghiệm cho MIT để ủng hộ sự hỗ trợ lâu dài của Bang Florida cho cơ sở và giảng viên. NSB đã từ chối kháng cáo, và NSF coi vấn đề đã được giải quyết.

#### Vật lý Năng lượng Cao

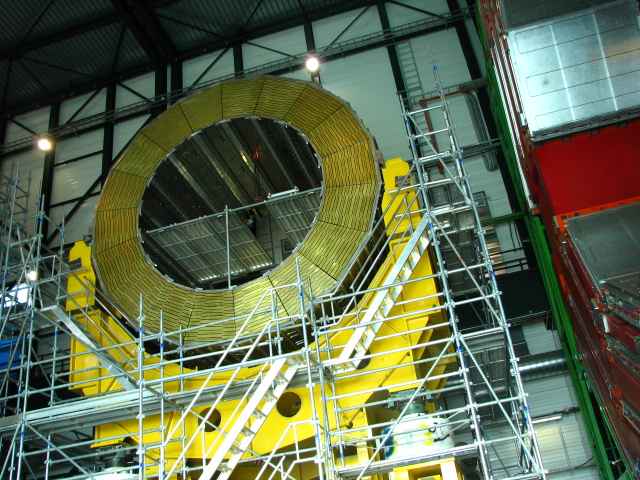
Máy đo nhiệt lượng Hadron tại CERN

Chương trình Vật lý Năng lượng Cao tại Đại học Bang Florida được thành lập vào năm 1950 và hợp tác với Phòng thí nghiệm Máy gia tốc Quốc gia Fermi (còn gọi là Fermilab), gần Chicago, IL, và với CERN, Trung tâm Nghiên cứu Hạt nhân Châu Âu nằm gần Geneva, Thụy Sĩ. Các mối quan tâm hiện tại bao gồm cấu trúc cơ bản của vật chất.

#### Viện Vật liệu Hiệu suất Cao
Viện Vật liệu Hiệu suất Cao (HPMI) là một viện nghiên cứu đa ngành nghiên cứu các vật liệu phù hợp cho các ứng dụng tiên tiến bao gồm chi giả và du hành vũ trụ.

#### Phòng thí nghiệm Biển và Ven biển
Phòng thí nghiệm Biển và Ven biển của FSU nghiên cứu các hệ sinh thái ven biển và biển. Cơ sở này nằm ở St. Teresa, Florida (trên bờ biển) và có thể chứa sinh viên và nhà nghiên cứu trong thời gian dài.

#### Trường Kỹ thuật FAMU-FSU

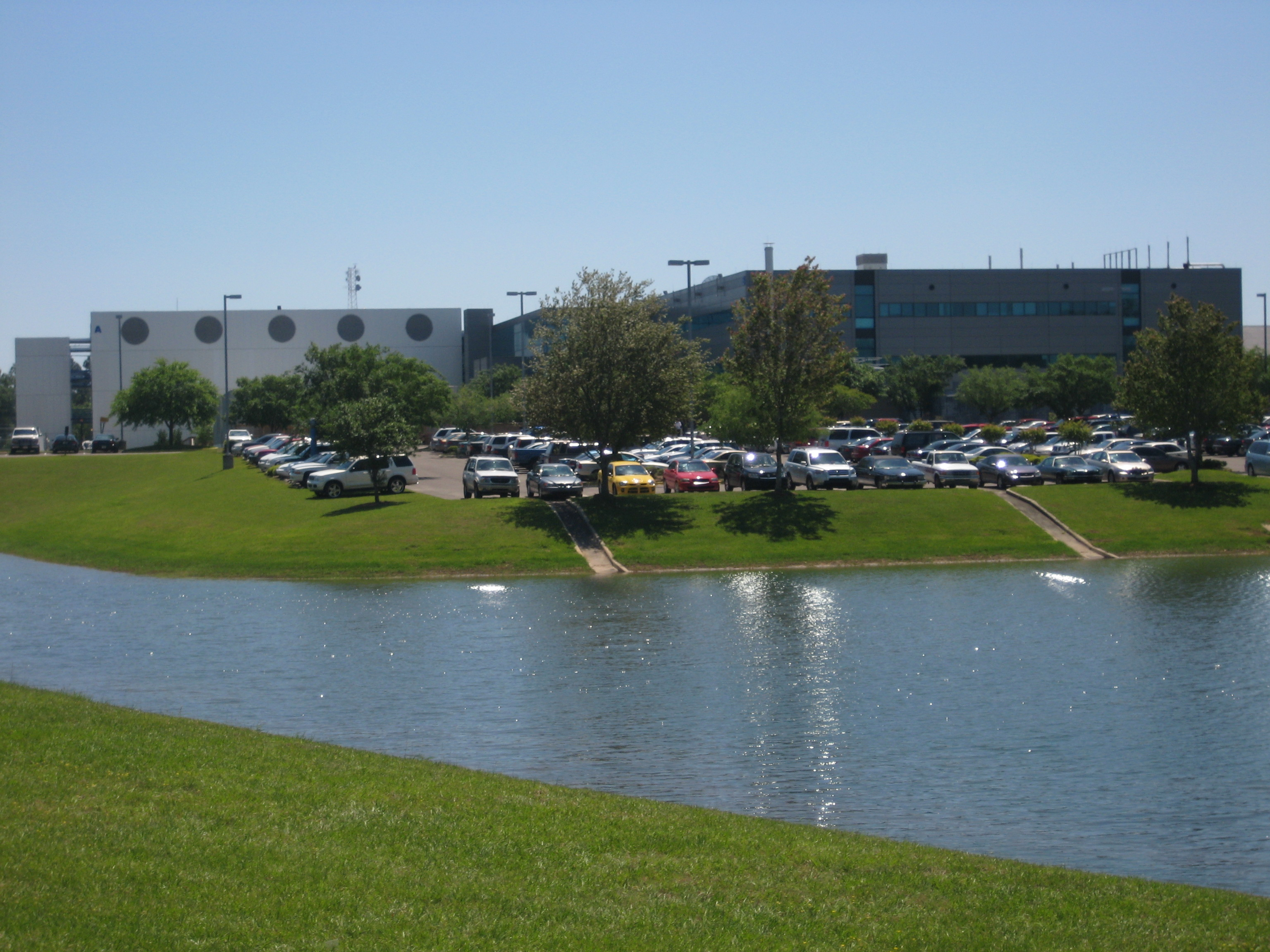
Trường Kỹ thuật FAMU-FSU

Trường Kỹ thuật Đại học Nông nghiệp và Cơ khí Florida-FSU là sự hợp tác giữa một HBCU, một Đại học Nghiên cứu 1 công lập và Phòng thí nghiệm Từ trường Cao Quốc gia. Sinh viên hoàn thành các nghiên cứu cơ bản tại trường đại học tương ứng của họ, sau đó hoàn thành các yêu cầu tại Trường Kỹ thuật. Trường có các chương trình cấp bằng đại học và sau đại học trong các lĩnh vực kỹ thuật hóa học, dân dụng, máy tính, điện, công nghiệp, y sinh và cơ khí.

## Đời sống sinh viên

### Truyền thống

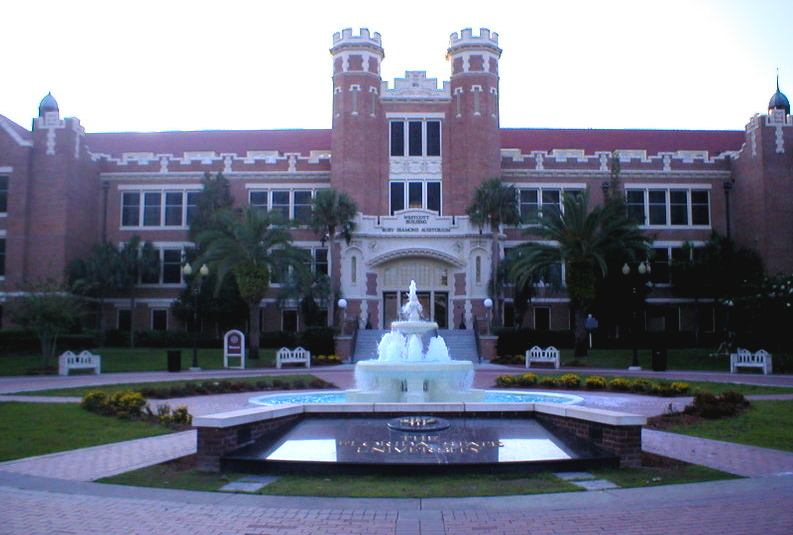
Theo truyền thống, sinh viên sẽ bị nhúng xuống đài phun nước Westcott vào những dịp đặc biệt

Màu sắc của trường đại học là hồng ngọc và vàng. Ban nhạc diễu hành của Đại học Bang Florida là Marching Chiefs.

#### Bài hát truyền thống
Bài hát truyền thống của Đại học Bang Florida được sáng tác bởi Charlie Carter vào năm 1956.
Những bài hát phổ biến nhất của Đại học Bang Florida bao gồm:
- Alma Mater – "High O'er Towering Pines"[206]
- Hymn – "Hymn To the Garnet and the Gold"[206]
- Fight Song – "FSU Fight Song"[206]

### Đời sống ký túc xá

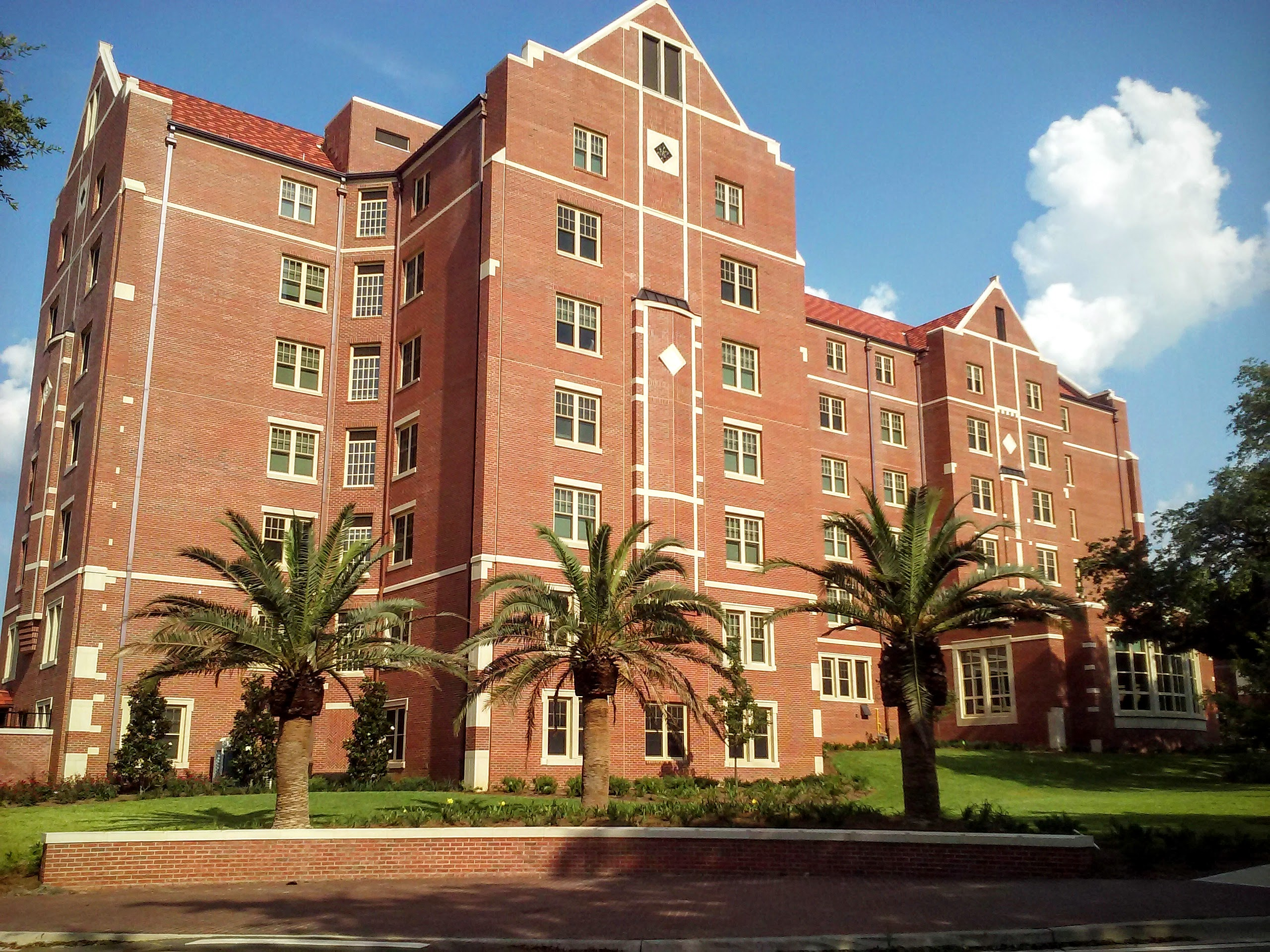
Khu phức hợp Dorman & Deviney Halls

Đại học Bang Florida là một trường đại học truyền thống có ký túc xá, nơi phần lớn sinh viên sống trong các ký túc xá của trường hoặc gần đó trong các ký túc xá, căn hộ và nhà ở do tư nhân sở hữu.
Đại học Bang Florida cung cấp nhà ở cho 6,387 sinh viên đại học và sau đại học cũng như các Cộng đồng Học tập-Sống (LLC) trong khuôn viên chính. Trường hiện cung cấp các chuyến tham quan bằng video và thông tin truy cập từ xa khác.

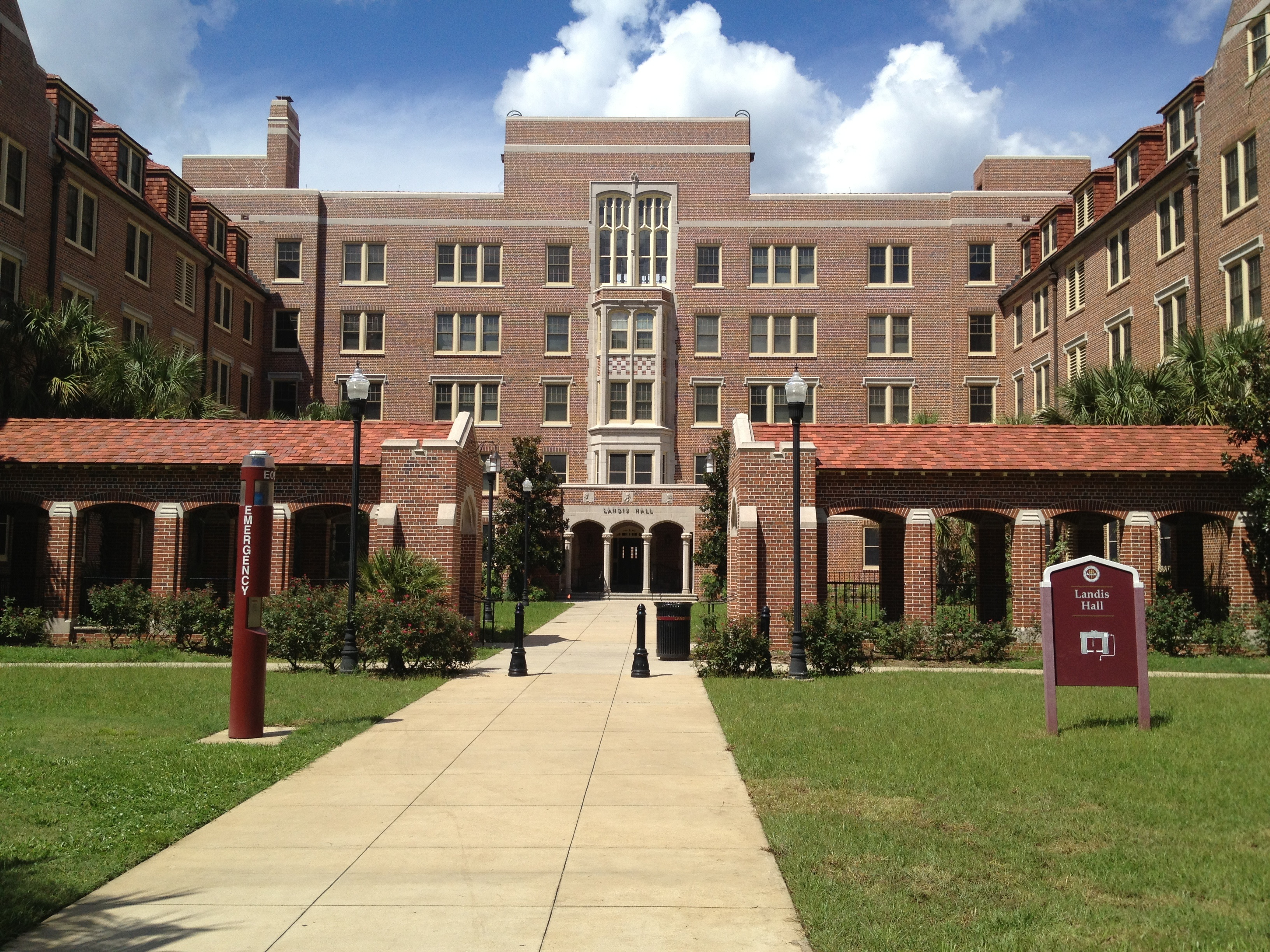
Ký túc xá Landis Hall, ký túc xá dành cho sinh viên danh dự

### Câu lạc bộ và hoạt động sinh viên
Đại học Bang Florida có hơn 650 Tổ chức Sinh viên Được Công nhận (RSOs) để sinh viên tham gia. Các tổ chức này bao gồm từ thể thao, văn hóa và âm nhạc đến từ thiện, bao gồm Phi Beta Kappa, AcaBelles, Garnet and Gold Scholar Society, Marching Chiefs, Garnet Girls Competitive Cheerleading, FSU Pow Wow, FSU Majorettes, Hillel tại FSU, Quỹ Sinh viên FSU, InternatioNole, Hiệp hội Cựu sinh viên Sinh viên, Liên minh Sinh viên Tây Ban Nha/Latino, Relay For Life, Sự kiện Lớn tại FSU, Por Colombia, và Câu lạc bộ Bóng đá Nam. Tất cả các tổ chức đều được tài trợ thông qua SGA và nhiều tổ chức tổ chức các sự kiện trong suốt cả năm. Sinh viên có thể tạo RSO của riêng mình nếu mối quan tâm hoặc vấn đề hiện tại không được giải quyết bởi các tổ chức đã thành lập trước đó.

#### Thể dục và thể thao nội bộ
Trung tâm Thể thao Sinh viên Bobby E. Leach có ba sân bóng rổ kích thước tiêu chuẩn ở tầng trên, với sân thứ ba được chỉ định cho các môn thể thao khác như bóng chuyền, bóng bàn và cầu lông. Trung tâm Leach là nơi có quyền truy cập thành viên dành cho sinh viên, nhân viên và cựu sinh viên FSU.
Chương trình thể thao nội bộ của Đại học Bang Florida được thiết kế để khuyến khích thể dục và sức khỏe cho sinh viên. Các câu lạc bộ thể thao bao gồm cưỡi ngựa và chèo thuyền. Các câu lạc bộ này thi đấu với các đội câu lạc bộ liên trường khác trên khắp Hoa Kỳ. Các môn thể thao nội bộ bao gồm bóng bầu dục cờ, bóng rổ, bóng đá giải trí, bóng chuyền, bóng chuyền cát, bóng mềm, bơi lội, đá bóng, gôn mini, đội bóng bowling, quần vợt, đĩa bay tối thượng, bóng wiffle, bóng né, tàu chiến, chọn đội đại học, bóng nước ống phao, kan jam, spikeball, và wallyball.

#### Giải trí

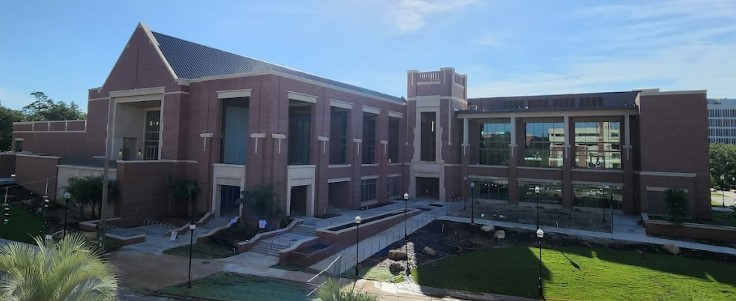
Hội Sinh viên, khai trương năm 2022

Đời sống sinh viên tại Đại học Bang Florida thường xoay quanh Hội Sinh viên FSU, nằm ở phía Bắc của khuôn viên. Cơ sở hoạt động sinh viên đầu tiên được mở tại tòa nhà Rowena Longmire Student-Alumnae vào năm 1940. Hội Sinh viên cung cấp hơn 223,000 feet vuông không gian cho ăn uống, hoạt động và giải trí.
Trung tâm Đời sống Sinh viên Askew là nơi có Rạp chiếu phim Đời sống Sinh viên, một rạp chiếu phim lớn chủ yếu do sinh viên điều hành. Các bộ phim miễn phí cho sinh viên và thường thuộc một trong bốn thể loại: phim nửa đêm, kinh điển, phát hành mới và đồng tài trợ. Sinh viên có thể tham dự các cuộc họp hàng tuần nơi các bộ phim sắp tới được sinh viên lựa chọn. Cựu sinh viên FSU, nhân viên và công chúng có thể xem phim với một khoản phí nhỏ.
Khu bảo tồn Công viên và Trung tâm Nghỉ dưỡng Lakefront là một khu vực giải trí bên hồ rộng 73 mẫu Anh (300.000 m2) nằm ngoài khuôn viên trên Hồ Bradford ở Tallahassee. Cơ sở của trường đại học này (sau này được gọi là Trại Flastacowo) được thành lập vào năm 1920 như một nơi nghỉ dưỡng cho sinh viên khi FSU là trường đại học bang dành cho phụ nữ từ năm 1905 đến 1947.

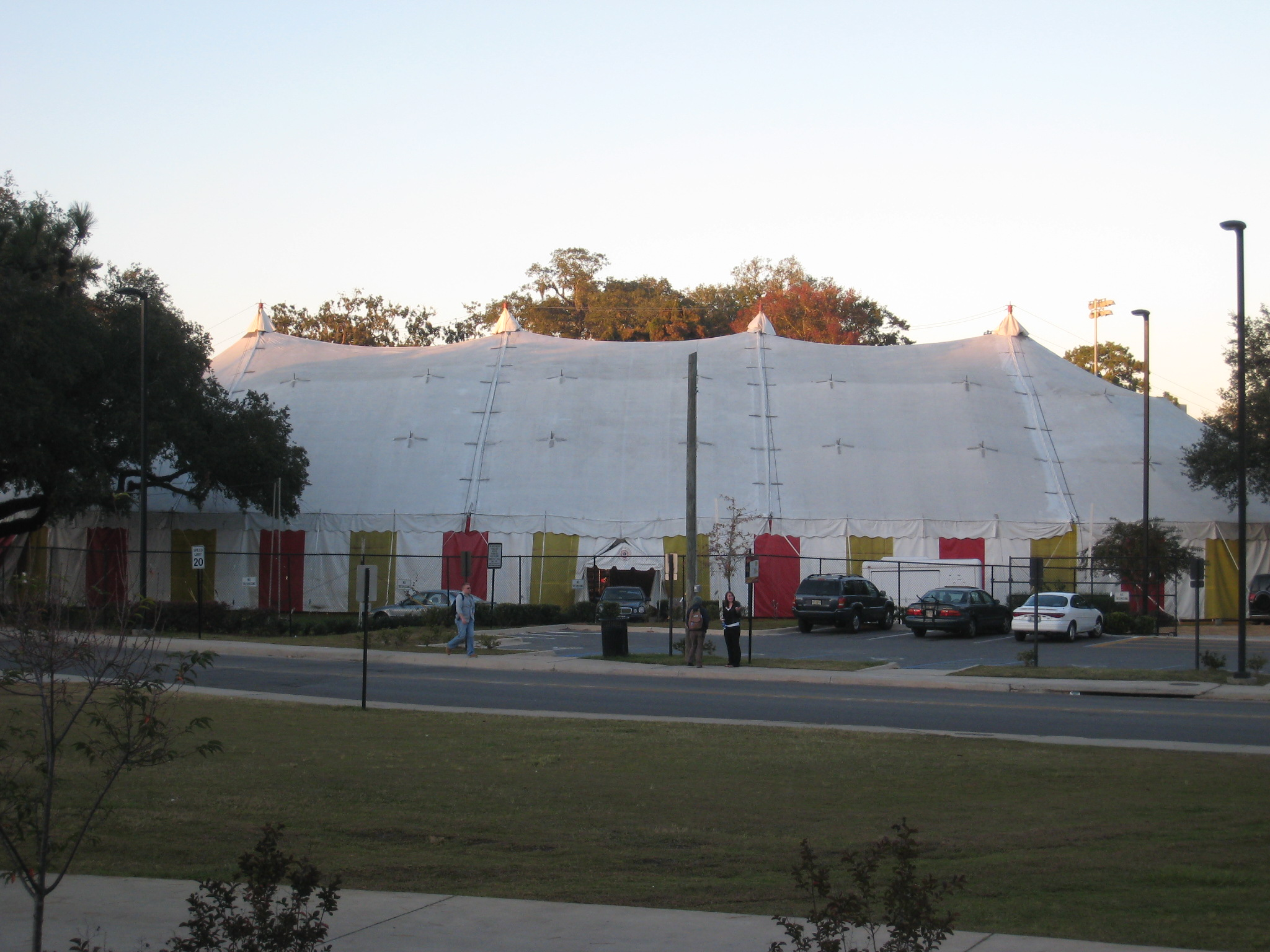
Lều Xiếc FSU

Xiếc Bay Cao FSU là một trong hai trường đại học ở nước này có xiếc. Những người tham gia phải thử vai cho các vai diễn và phải là sinh viên đang theo học chương trình cấp bằng của trường đại học.

### Đoàn Huấn luyện Sĩ quan Dự bị

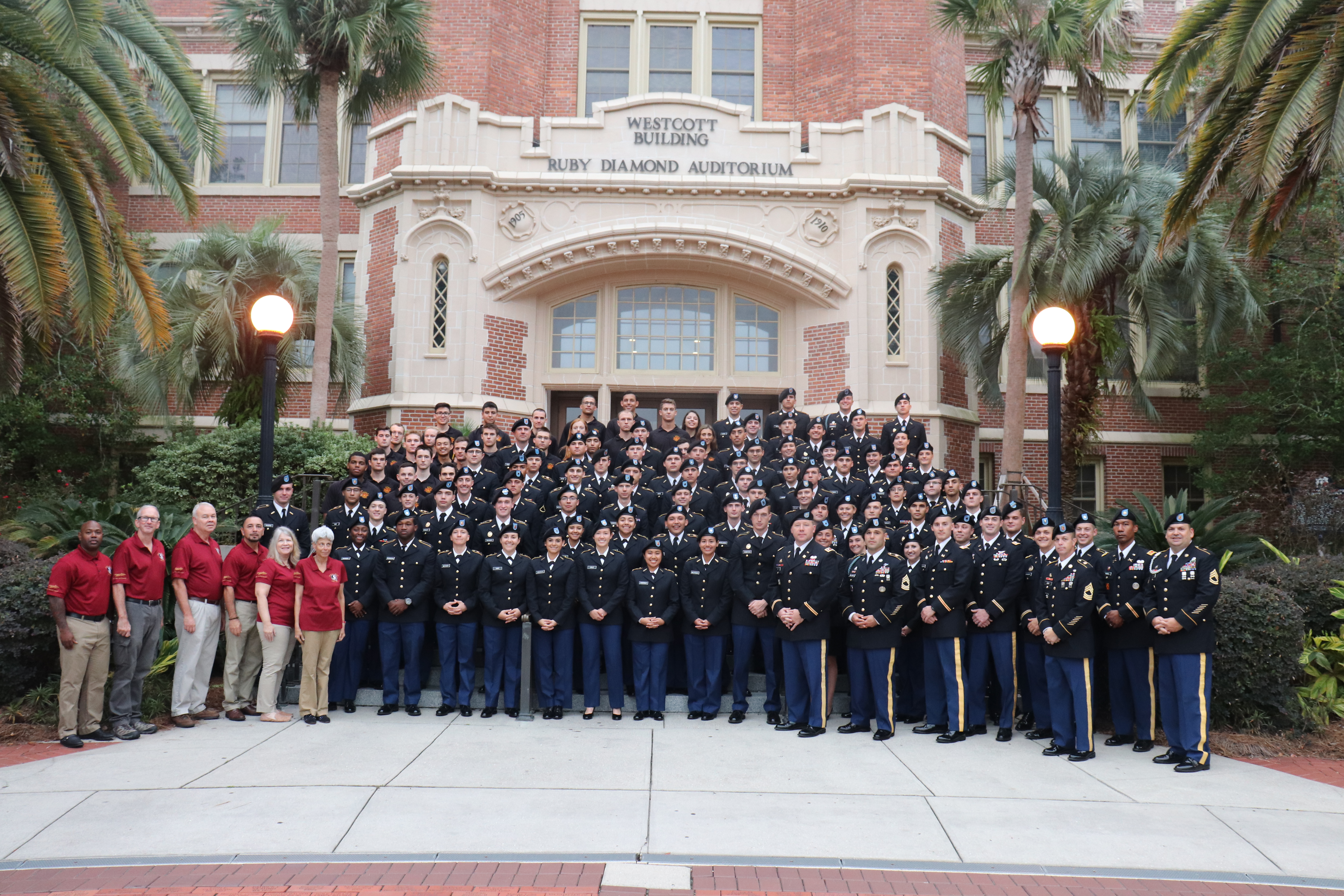
Thành viên ROTC Quân đội FSU

Đoàn Huấn luyện Sĩ quan Dự bị của Đại học Bang Florida là chương trình đào tạo và bổ nhiệm sĩ quan quân sự tại Đại học Bang Florida. Có từ thời Nội chiến, đơn vị ROTC Quân đội tại Đại học Bang Florida là một trong bốn đơn vị quân sự đại học được phép trưng bày biểu ngữ chiến đấu, để ghi nhận dịch vụ quân sự của các học viên sinh viên trong Trận Cầu Tự nhiên năm 1865. Đoàn Huấn luyện Sĩ quan Dự bị cung cấp các ủy nhiệm cho Quân đội Hoa Kỳ. Đoàn Huấn luyện Sĩ quan Dự bị tại Đại học Bang Florida nằm ở Tòa nhà Harpe-Johnson. Đoàn Huấn luyện Sĩ quan Dự bị tại Đại học Bang Florida cung cấp đào tạo về khoa học quân sự cho sinh viên mong muốn phục vụ quân sự sau khi tốt nghiệp. Các phòng ban của Quân đội duy trì một Đoàn Huấn luyện Sĩ quan Dự bị và có đội ngũ nhân viên quân sự tại ngũ đầy đủ phục vụ như đội ngũ giảng viên hoặc nhân viên hỗ trợ hành chính.

### Giao thông trong khuôn viên và khu vực

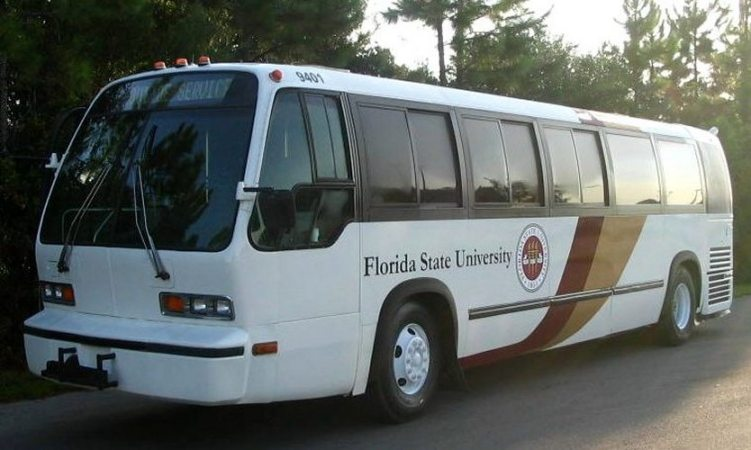
Dịch vụ Xe buýt FSU (khoảng năm 2006)

Khuôn viên FSU được phục vụ bởi tám tuyến xe buýt của Dịch vụ Xe buýt Seminole Express. FSU cũng cung cấp các dịch vụ khác trong khuôn viên, bao gồm Xe đưa đón Spirit (trong các trận bóng bầu dục), Nole Cab, Kết nối S.A.F.E., và dịch vụ Night Nole ban đêm.